# Оскар (19-та церемонія вручення)
19-та церемонія вручення нагород премії «Оскар» Академії кінематографічних мистецтв і наук за досягнення в галузі кінематографа за 1946 рік відбулася 13 березня 1947 року в концертному залі «Шрайн-Аудіторіум» міста Лос-Анджелес, Каліфорнія, США. Ведучим був комік та актор Джек Бенні.

## Інформація про церемонію
В історії нагородження «Оскаром» єдина людина отримала за одну роль дві нагороди: «Найкраща чоловіча роль другого плану» та «Почесний ”Оскар“» за Гомера Парріша у фільмі «Найкращі роки нашого життя». Це був ветеран Другої світової війни та не актор, Гарольд Расселл. Він втратив обидві руки від розриву гранати у таборі для новобранців.
На цій церемонії чисельність номінацій у кожній категорії була не більше п'яти, вперше після другої церемонії.

## Переможці та номінанти
Переможці вказуються першими, виділяються жирним шрифтом та відмічені знаком «★».
| Найкращий фільм | Найкраща режисерська робота |
| --- | --- |
| - «Найкращі роки нашого життя» – Семюел Голдвін для RKO Radio Pictures★ - «Генріх V» – Лоуренс Олів'є для United Artists - «Це дивовижне життя» – Френк Капра для RKO Radio Pictures - «Лезо бритви» – Дерріл Занук для 20th Century Fox - «Оленятко» – Сідні Франклін для Metro-Goldwyn-Mayer                    | - Вільям Вайлер – «Найкращі роки нашого життя»★ - Девід Лін – «Коротка зустріч» - Френк Капра – «Це дивовижне життя» - Роберт Сьодмак – «Убивці» - Кларенс Браун – «Оленятко» |
| Найкраща чоловіча роль | Найкраща жіноча роль |
| - Фредрік Марч – «Найкращі роки нашого життя» за роль Ела Стівенсона★ - Лоуренс Олів'є – «Генріх V» за роль короля Генріха V - Ларрі Паркс – «Історія Джолсона» за роль Ела Джонсона - Грегорі Пек – «Оленятко» за роль Езри «Пенні» Бакстер - Джеймс Стюарт – «Це дивовижне життя» за роль Джорджа Бейлі         | - Олівія де Гевіленд – «Кожному своє» за роль міс Джозефіна "Джоді" Норріс★ - Селія Джонсон – «Коротка зустріч» за роль Лори Джессон - Дженніфер Джонс – «Поєдинок під сонцем» за роль Перли Чавес - Розалінд Расселл – «Сестра Кенні» за роль Елізабети Кенні - Джейн Вайман – «Оленятко» за роль Оррі Бакстер |
| Найкраща чоловіча роль другого плану | Найкраща жіноча роль другого плану |
| - Гарольд Расселл – «Найкращі роки нашого життя» за роль Гоумера Перріша★ - Чарльз Коберн – «Зелені роки» за роль Олександра Гоу - Вільям Демарест– «Історія Джолсона» за роль Стіва Мартіна - Клод Рейнс – «Лиха слава» за роль Олександра Себастьяна - Кліфтон Вебб – «Лезо бритви» за роль Елліотта Темплтона  | - Енн Бакстер – «Лезо бритви» за роль Софі Макдональд★ - Етель Беррімор – «Спіральні сходи» за роль місіс Воррен - Ліліан Ґіш – «Поєдинок під сонцем» за роль Лори Бель Макканлес - Флора Робсон – «Саратозький багажник» за роль Анжеліки Буйтон - Гейл Сондергаард – «Анна і король Сіама» за роль леді Тіанг |
| Найкращий оригінальний сценарій | Найкращий адаптований сценарій |
| - «Сьома завіса» – Мюриел Бокс, Сідней Бокс★ - «Синя жоржина» – Реймонд Чандлер - «Діти райка» – Жак Превер - «Лиха слава» – Бен Гехт - «Дорога до Утопії» – Норман Панама,Мелвін Франк | - «Найкращі роки нашого життя» — Шервуд Роберт (за романом Макінлея Кантора «Слава для мене»)★ - «Анна та король Сіаму» — Талбот Дженнінгс, Саллі Бенсон (за однойменним романом Маргарети Лендон) - «Коротка зустріч» — Девід Лін, Ентоні Гавелок-Аллан, Рональд Нім (за п'єсою Ноела Коварда «Still Life») - «Убивці» — Ентоні Вейлер (за однойменним оповіданням Ернеста Хемінгуея) - «Рим, відкрите місто» — Серджо Амідеї, Федеріко Фелліні (за повістю Амідеї)                                                              |
| Найкраще літературне першоджерело | Найкращий документальний короткометражний фільм |
| - «Ідеальні незнайомці » – Клеменс Дейн★ - «Темне дзеркало» – Познер Володимир - «Дивна любов Марти Айверс» – Джон Патрік - «Чужинець» – Віктор Тривас - «Кожному своє» – Чарльз Брекетт | - «Насіння долі»★ - «Атомна потужність» - «Життя в зоопарку» - «Випуск новин №37» - «Рух із дияволом» |
| Найкращий ігровий короткометражний фільм, однокатушечний | Найкращий ігровий короткометражний фільм, двокатушечний |
| - «Стикаючись зі своєю небезпекою» – Ґордон Голлінґшед★ - «Дайв-Привіт чемпіонам» – Джек Ітон - «Золоті коні» – Едмунд Рек - «Розумний як лисиця» – Ґордон Голлінґшед - «Впевнені ліки» – Піт Сміт | - «Хлопчик і його собака» – Ґордон Голлінґшед★ - «Королева коледжу» – Джордж Б. Темплтон - «Поцілунок і крик» – Жюль Вайт - «Найщасливіший хлопець у світі» – Джеррі Бреслер |
| Best Scoring of a Dramatic or Comedy Picture | Найкращий анімаційний короткометражний фільм |
| - «Найкращі роки нашого життя» – Уго Фрідхофер★ - «Анна і король Сіама» – Бернард Геррманн - «Генріх V» – Вільям Волтон - «Гумореска» – Франц Ваксман - «Убивці» – Міклош Рожа | - «Кішачий концерт» – Фред Квімбі★ - «Джон Генрі та Інкі-Пу» – Джордж Пал - «Музичні моменти від Шопена» – Волтер Ланц - «Права сквотера» – Волт Дісней - «Ходячий балакучий яструб» – Едвард Сельцер |
| Найкраща музика до фільму | Найкраща пісня до фільму |
| - «Історія Джолсона» – Морріс Столофф★ - «Синє небо» – Роберт Е. Долан - «Столітнє літо» – Альфред Ньюман - «Дівчата Гарві» – Ленні Хейтон - «Ніч і день» – Рей Хайндорф, Макс Стайнер | - «On the Atchison, Topeka and the Santa Fe» – «Дівчата Гарві» – музика: Гаррі Воррен; слова: Джонні Мерсер★ - «All Through the Day» – «Столітнє літо» – музика: Джером Керн (посмертна номінація); слова: Оскар Гаммерштейн II - «I Can't Begin to Tell You» – «Сестрички Доллі» – музика: Джеймс В. Монако (посмертна номінація); слова: Мак Гордон - «Ole Buttermilk Sky» – «Каньйонний прохід» – музика: Хогі Кармайкл; слова: Джек Брукс - «You Keep Coming Back Like a Song» – «Синє небо» – музика та слова: Ірвінг Берлін |
| Найкращі візуальні ефекти | Найкращий звук |
| - «Веселий дух» – Том Говард★ - «Вкрадене життя» – Вільям К. МакГанн; спеціальні аудіоефекти: Натан Левінсон | - «Історія Джолсона» – Джон П. Лівадар★ - «Найкращі роки нашого життя» – Гордон Е. Сойєр - «Це дивовижне життя» – Джон О. Ольберг |
| Найкраща робота художника-постановника, чорно-біла | Найкраща робота художника-постановника, колір |
| - «Анна і король Сіама» – художній напрям:Лайл Р. Вілер, Вільям С. Дарлінґ; інтер'єр: Томас Літл, Френк Е. Хьюз★ - «Кітті» – художній напрям: Ганс Дрейер, Вальтер Х. Тайлер; інтер'єр: Самуель М. Комер, Рей Моєр - «Лезо бритви» – художній напрям: Річард Дей, Натан Джуран; інтер'єр: Томас Літл, Пол С. Фокс | - «Оленятко» – художній напрям: Седрік Гіббонс, Пол Гройс; інтер'єр: Едвін Б. Вілліс - «Цезар і Клеопатра» – художній напрям та інтер'єр: Джон Браян - «Генріх V» – художній напрям та інтер'єр: Пол Шериф, Кармен Діллон |
| Найкраща операторська робота, чорно-біла | Найкраща операторська робота, колір |
| - «Анна і король Сіама» – Артур Міллер ★ - «Зелені роки» – Джордж Дж. Фолсі | - «Оленятко» – Чарльз Рошер, Леонард Сміт, Артур Арлінг★ - «Історія Джолсона» – Джозеф Волкер |
| Найкращий монтаж | |
| - «Найкращі роки нашого життя» – Деніел Манделл★ - «Це дивовижне життя» – Вільям Хорнбек - «Історія Джолсона» – Вільям Ліон - «Убивці» – Артур Хілтон - «Оленятко» – Гарольд Ф. Кресс | |

## Фільми з кількома номінаціями та нагородами
На  премії «Оскара» ці фільми отримали  номінації та нагороди.
| Номінації | Фільм                        | Нагороди |
| --------- | ---------------------------- | -------- |
| 8         | «Найкращі роки нашого життя» | 7        |
| 7         | «Оленятко»                   | 2        |
| 6         | «Історія Джолсона»           | 2        |
| 5         | «Анна і король Сіаму»        | 2        |
| 5         | «Це дивовижне життя»         | 0        |
| 4         | «Генріх V»                   | 1        |
| 4         | «Убивці»                     | 0        |
| 4         | «Лезо бритви»                | 0        |
| 3         | «Коротка зустріч»            | 0        |
| 2         | «Дівчата Гарві»              | 1        |
| 2         | «Кожному своє»               | 1        |
| 2         | «Зелені роки»                | 0        |
| 2         | «Notorious»                  | 0        |
| 2         | «Поєдинок на сонці»          | 0        |
| 2         | «Синє небо»                  | 0        |
| 2         | «Столітнє літо»              | 0        |

## Виконавці
- Хогі Кармайкл
- Дік Хеймс[en]
- Енді Рассел[en]
- Діна Шор

## Спеціальні нагороди
| Почесний «Оскар» «за те, щоб принести надію та мужність своїм колегам-ветеранам через його виступ у «Найкращих роках нашого життя» |  | Гарольд Расселл канадсько-американський актор                                                                |
| Почесний «Оскар» «за його видатні досягнення як актора, продюсера та режисера у виведенні «Генріха V» на екран»                    |  | Лоуренс Олів'є британський актор театру та кіно, режисер, продюсер, один з найвидатніших акторів XX століття |
| Почесний «Оскар» «за його видатний внесок у мистецтво кінофільму»                                                                  |  | Ернст Любіч німецький та американський кінорежисер, актор, сценарист, продюсер                               |
| Нагорода імені Ірвінга Тальберга                                                                                                   |  | Семюел Голдвін голлівудський кінопродюсер. Брав участь у створенні трьох кіностудій, які існують донині      |
| Молодіжна нагорода Академії |  | Клод Джарман-молодший американський дитячий актор                                                            |